# Yara dybasi
Yara dybasi is een keversoort uit de familie Hydroscaphidae. De wetenschappelijke naam van de soort is voor het eerst geldig gepubliceerd in 1976 door Reichardt & Hinton.